# Estany de Malniu
L'estany de Malniu és un estany natural d'origen glacial situat a l'oest de la Cerdanya a 2250 m sobre el nivell del mar, a la capçalera de la vall Tova. Té una superfície de 5.9 ha i una fondària màxima de 13.5 m. La seva conca de 190 ha queda limitada al nord-oest pel Puigpedrós (2914 m) i al nord-est pel Pedró de la Tossa (2695 m).

## Flora
En la vegetació de la conca dominen els prats acidòfils de pèl caní (Nardus stricta), Bellardiochola variegata, Festuca airoides o F. Yvesii i de pinedes de pi negre (Pinus uncinata) amb neret al sotabosc (Rhododendron ferrugineum). Cal destacar també la presència de molleres amb Carex fusca. És un dels pocs estanys pirinencs situats per sota el límit del bosc. Aquest tipus d'estanys, més abundants en altres muntanyes europees i al vessant nord dels Pirineus, tenen una entrada de matèria orgànica des de la conca molt més elevada que els situats per sobre del límit del bosc, fet que fa augmentar la seva producció i disponibilitat d'aliment i variar les seves característiques biològiques i químiques. En la vegetació aquàtica s'hi trobar espargani (Sparganium angustifolium) i Potamogeton berchtoldii.

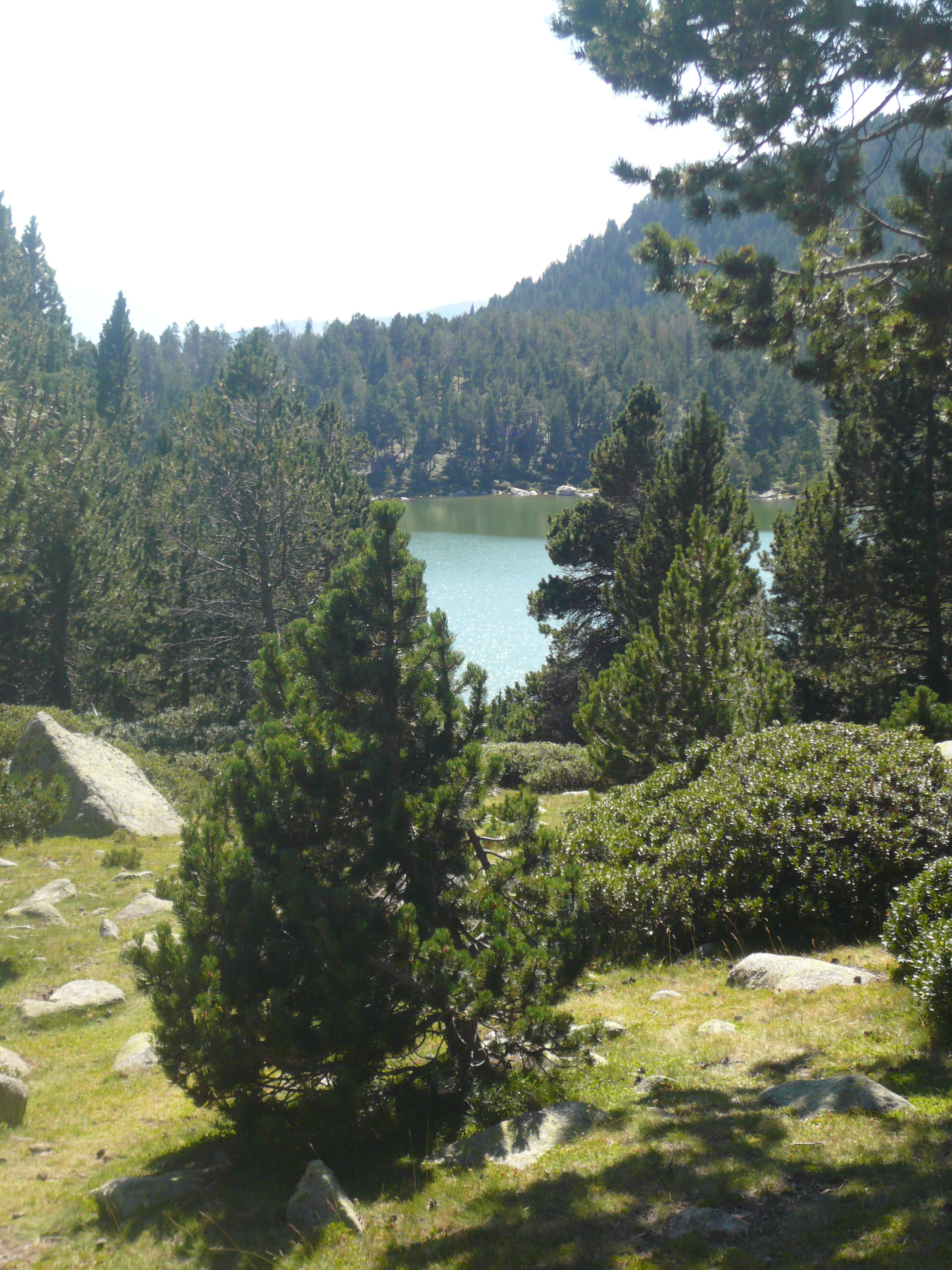
Entorn de l'estany de Malniu

## Fauna
En aquest estany s'ha donat introducció de la truita comuna (Salmo trutta) per mantenir-hi activitats de pesca i el barb roig (Phoxinus phoxinus). A les zones someres s'hi pot trobar granota roja (Rana temporaria), particularment durant la fase de capgròs, ja que els adults passen la major part del temps a terra.

## Accés i itinerari
En trobar-se envoltat per bosc i tenir una vegetació litoral i submergida prou desenvolupada el fa d'especial interès paisatgístic. La seva situació prop d'un refugi i d'una pista forestal fa que sigui un dels estanys més visitats dels Pirineus Orientals i li confereix un bon potencial com indret per a la divulgació dels valor naturals i l'educació ambiental.
L'itinerari s'inicia a la pista d'esquí de fons Guils Fontanera (a 1.900 m d'altitud), a la qual s'accedeix per una pista de 7 km des de Guils de Cerdanya. Des de l'aparcament de l'estació cal continuar recte per la carretera de la Feixa, deixant a l'esquerra l'edifici principal i una altra pista (en farem ús a la tornada). Cal seguir el senyal que indica "Meranges i Malniu per GR 11". La pista ampla circula al principi al costat d'un agradable torrent, que aviat desapareix, engolit per un bosc de pi negre que crida l'atenció per la densitat i concentració d'exemplars (el tronc del pi negre creix ací recte i pot aconseguir els 20 o 25 metres d'alçada). Al cap de mitja hora d'ascensió per la pista s'arriba al refugi de la Feixa (2.160 m), situat en una gran clariana amb unes àmplies vistes panoràmiques. Uns metres abans d'arribar-hi hi ha una font per aprovisionar-se d'aigua. En aquests moments ens trobem en un altiplà, travessant un bosc esclarissat, que domina la vall de Meranges. Superat el refugi, un pal indicador a peu de pista assenyala que estem al Pla de la Feixa i que en aquest punt enllacem amb el GR 11, el qual només ens acompanyarà uns minuts fins a la Màniga. Poc després cal abandonar la pista cap a la dreta i anar a cercar les marques grogues del sender 120b, que s'endinsa en el bosc seguint una línia de filat. Circulem ara per un corriol al bell mig del bosc on trobem moltes clarianes (producte de la gestió forestal i d'acumulacions de blocs granítics). A poc a poc el boscatge comença a fer-se més dens i apareixen vells exemplars de pi negre (alguns vigorosos i retorçats per les inclemències del temps i uns altres ja vençuts pel pas dels anys però encara lluint llurs troncs argentats). S'arriba així a l'estany de Malniu i, tot seguit i a on desaigua l'estany, seguirem un camí de baixada pronunciada (indicat amb marques grogues del sender 119) que porta en 20 minuts al refugi de Malniu. Darrere d'aquest refugi s'ubica l'estany Sec o del Refugi, que en realitat és un llac artificial, el qual disposa d'una resclosa per a la sortida de les aigües. Des del refugi cal tornar al corriol que puja al llac i poc després veiem a la dreta el senyal que indica a la Màniga pel sender 120, que seguim en un ascens pronunciat, que després se suavitza per tornar-se pràcticament pla. Així, al cap de mitja hora des del refugi, s'accedeix novament a la Màniga, on es pot reprendre la pista fins a arribar al cartell indicador del Pla de la Feixa, on deixem la pista i seguim els senyals grocs amb el nombre 139 (en aquest tram coincideixen amb el GR 11). Novament transitem per una zona de boscos fins a travessar una portella i continuar per la carena passant per la zona rocallosa de les Roques Feres. Així s'arriba a un gran espai obert de l'estació Guils Fontanera on, abans de girar a l'esquerra i anar cap a l'aparcament, es pot gaudir d'un mirador amb bones vistes de la Cerdanya i el Cadí.

## Estat de conservació
L'estany i la seva conca es troben protegit dins la zona natural ‘Tossa Plana de Lles – Puigpedrós’ de la xarxa Natura 2000. El seu estat ecològic és Bo segons la classificació de la Directiva Marc de l'Aigua, tot i que les seves característiques mesotròfiques, l'alta freqüentació turística i la presència ramadera a la conca fa que sigui susceptible a un empitjorament i, per tant, és un estany mereixedor de vigilància periòdica.